# Radosław Kujawa

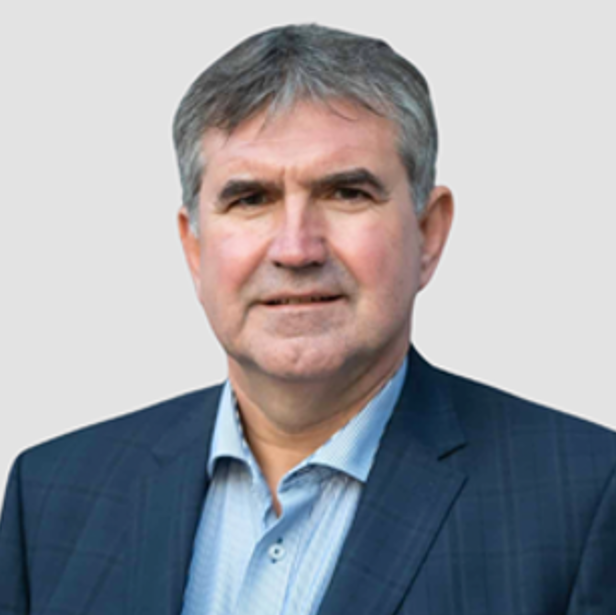
Radosław Kujawa

Radosław Kujawa  (* 1965) ist ein polnischer Offizier im Dienstgrad des Brigadegenerals. Von 2008 bis 2015 war er Leiter des Dienstes für militärische Aufklärung des Verteidigungsministeriums.
Kujawa gehört zu den 89 Personen aus der Europäischen Union, gegen die Moskau in Zusammenhang mit der Annexion der Krim durch Russland  ein Einreiseverbot verhängt hat.